# Breutelia borbonica
Breutelia borbonica är en bladmossart som beskrevs av De Sloover 1975. Breutelia borbonica ingår i släktet gullhårsmossor, och familjen Bartramiaceae. Inga underarter finns listade i Catalogue of Life.